# Юрасов, Евгений Сергеевич
Евгений Сергеевич Юрасов (19 декабря 1921 года, Раменское — 11 марта 2008 года, Москва) — советский военный деятель, генерал-полковник. Герой Социалистического Труда.

## Биография
Родился 19 декабря 1921 года в Раменском в семье рабочего.
В 1939 году по окончании 10-го классов Раменской средней школы № 1 поступил во 2-й Московский медицинский институт имени И. В. Сталина, в котором проучился 2 месяца.
Осенью 1939 года был призван в ряды РККА. В полковой школе обучился специальности наводчика 76-мм пушки. В составе артиллерийского полка принимал участие в советско-финской войне, был ранен.
В начале Великой Отечественной войны старший сержант Юрасов, пройдя переподготовку, стал офицером, после чего воевал в составе 115-го артиллерийского полка 43-й зенитной артиллерийской бригады в должности командира орудия, командира огневого взвода, командира батареи и начальника штаба дивизиона. принимал участие в обороне Ленинграда, прорыве и снятии блокады.
В ряды ВКП(б) вступил в 1942 году.
После войны продолжил службу в частях зенитной артиллерии. Закончил экстерном Пушкинское училище радиоэлектроники, а в 1954 году закончил Артиллерийскую академию имени Ф. Э. Дзержинского. Служил на должностях командира полка, командира 1-й Гвардейской зенитной артиллерийской дивизии, заместителя командующего зенитной артиллерией и зенитными ракетными войсками Московского округа ПВО, командиром Ярославского корпуса ПВО.
В 1968 году окончил Высшие академические курсы при Военной академии Генерального штаба ВС СССР имени К. Е. Ворошилова.
С 1966 по 1972 годы служил первым заместителем командующего, а с августа 1969 года — командующим 2-й отдельной армией ПВО (Минск). С сентября 1972 по 1978 годы — начальник 4-го Главного управления Министерства обороны СССР. С 2 октября 1978 по 15 июня 1987 года — первый заместитель Главнокомандующего Войск ПВО страны / Войск ПВО.
Неоднократно выполнял специальные задания Совета Министров СССР в странах социалистического содружества, в том числе и «горячих» точках: Афганистане, Сирии, Ливане, Вьетнаме. В-частности, во время боевых действий Ливанской войны длительное время находился в действующей сирийской армии, возглавляя работу по анализу боевого применения ВВС и ракетного вооружения Израиля и подготавливая срочные предложения по техническому совершенствованию вооружения советской войсковой ПВО/
В качестве первого заместителя главнокомандующего ПВО руководил работами по созданию, испытанию на полигонах и подготовке к серийному производству вооружения и новой техники для войск ПВО страны.
В канун XXVI съезда КПСС, указом Президиума Верховного Совета СССР от 18 февраля 1981 года генерал-полковнику артиллерии Юрасову было присвоено звание Героя Социалистического Труда с вручением ордена Ленина и медали «Серп и Молот» «за большие заслуги в развитии и освоении вооружения и военной техники».
22 июля 1987 года на волне «профилактических мероприятий» после пролёта Руста генерал-полковник Юрасов был уволен с военной службы.
Жил в Москве. Вёл общественную работу, возглавлял организацию «Ветераны ГУВ Войск ПВО страны». Умер 11 марта 2008 года. Похоронен на Троекуровском кладбище.

## Награды
- Медаль «Серп и Молот»;
- Орден Ленина;
- Два ордена Красного Знамени;
- Орден Отечественной войны 1-й степени;
- Два ордена Красной Звезды;
- Орден «За службу Родине в Вооружённых Силах СССР» 3-й степени;
- Медали;
- Иностранные награды.